# Jozefina Lada
Jozefina Lada je hrvatska pjesnikinja.
Pjesme su joj uglavnom ljubavne tematike. U njima tematizira neprežaljena supruga koji je "nestao" tijekom srpske agresije na Vukovar. Odišu tugom i sjetom, nepomirenošću s gubitkom i stalnom nadom u suprugov povratak.

## Djela
- Platane vukovarske, zbirka pjesama
- Po žeravici hodim, zbirka pjesama
- Miris Dunava i trešanja, zbirka pjesama
- Žuborom mi Dunav zbori, zbirka pjesama
- Rijeka snova, zbirka pjesama, 2012.